# Maison Sorribès
La Maison Sorribès, appelée aussi château, est une habitation du XVIIIe siècle, inscrit aux monuments historiques français sur la commune de Belleherbe dans le département du Doubs en France.

## Histoire
La maison est datée de la fin du XVIIIe siècle.
Par arrêté du 30 juillet 1997, le corps de logis de la maison est inscrit au titre des monuments historiques.

## Localisation
La maison est située à l'intérieur du village de Belleherbe.